# 普萊桑斯區 (北部省)
普萊桑斯區，是海地的區，位於該國北部，由北部省負責管轄，面積242.3平方公里，海拔高度280米，2015年該區人口123,633，人口密度為每平方公里510人。